# 奥斯卡·马丁内兹
奥斯卡·马丁内兹（Oscar Martínez，1949年10月23日—）生于布宜诺斯艾利斯，是一名阿根廷男演员和戏剧导演。1991年因电影作品、2001年因戏剧作品两度获得Premio Konex de Platino奖。2016年以电影《杰出公民》获得第73届威尼斯影展最佳男演员奖。